# Восоки (Висконсин)
Восоки (енгл. Wausaukee) град је у америчкој савезној држави Висконсин.

## Демографија
По попису из 2010. године број становника је 575, што је 3 (0,5%) становника више него 2000. године.
| Група             | 2000.       | 2010.       |
| Белци             | 550 (96,2%) | 539 (93,7%) |
| Афроамериканци    | 5 (0,9%)    | 0 (0,0%)    |
| Азијати           | 0 (0,0%)    | 1 (0,2%)    |
| Хиспаноамериканци | 5 (0,9%)    | 16 (2,8%)   |
| Укупно            | 572         | 575         |